# Asier Altuna
Asier Altuna Iza (Vergara, 4 de mayo de 1969) es un cineasta español. En 2005, grabó su primer largometraje Aupa Etxebeste! con Telmo Esnal.

## Biografía
Altuna estudió en la Escuela de Cine y Vídeo de Andoáin y siguió su formación en Venezuela, donde empezó a trabajar como técnico en el departamento de maquinistas y eléctricos, labor que desempeñó en varios largometrajes combinándola con estudios de guion. En 1997 escribe y dirige junto a Telmo Esnal su primer cortometraje, Txotx. Desde entonces, se especializó en el mundo de los cortometrajes. Su debut en el largometraje tuvo lugar con la comedia Aupa Etxebeste! (2005), también codirigida con Telmo Esnal, que obtuvo el Premio de la Juventud en el Festival de San Sebastián. En 2010 coescribió el guion, también junto a Telmo Esnal la película de este último Urte berri on, amona! y en 2011 escribió y dirigió Bertsolari.

## Filmografía
Como director de cine
Largometrajes
- Hondalea abismo marino (2021) (63').  Estrenado en el Festival de cine de San Sebastián (Gala de cine vasco)
- Arzak since 1897 (2020) (78')
- Agur Etxebeste! (2019) (90')
- Amama (2015) (103’). Estrenado en la sección oficial del Festival internacional de Cine de San Sebastián (Premio Irizar al cine vasco).
- Bertsolari (2011) (90’) Estrenado en la sección oficial del Festival internacional de Cine de San Sebastián.
- Aupa Etxebeste (2005) (90’)

Cortometrajes
- Soroa (2014) (13’) Estreno sección Zabaltegi Festival de San Sebastián.
- Zela Trovke  - Cortando hierba (2013) (13’) Estreno festival de cine de San Sebastián Zabaltegi. 80 festivales, 21 premios. Seleccionada por la Academia de Cine para optar al GOYA al mejor cortometraje documental.
- Artalde (2010) (8’)Estreno en Zinebi y ganador del primer premio al mejor cortometraje. Más de 100 festivales.
- Sarean (2005) (5’)
- Topeka (2005) (4’)
- 40 ezetz (1999) (14’)
- Txotx (1998) (15’)

Series de Televisión
- Brinkola (2008-2009)

Como guionista de cine

#### Largometrajes
- Urte berri on, amona! (2011) (100’)Coescrito junto a Telmo Esnal, dirigido por Telmo Esnal.

Series de Televisión
- Martin (2008-2009), 13 capítulos de 35’ (ETB1) Coescrito junto a Telmo Esnal.
- Sorginen laratza (2008-2009), 13 capítulos de 35’ (ETB1) Coescrito junto a Telmo Esnal.

## Premios y distinciones
Festival Internacional de Cine de San Sebastián
| Año  | Categoría                        | Película        | Resultado |
| ---- | -------------------------------- | --------------- | --------- |
| 2005 | Premio de la Juventud            | Aupa Etxebeste! | Ganador   |
| 2015 | Premio Irizar al Cine Vasco      | Amama           | Ganador   |
| 2015 | Premio SIGNIS - Mención especial | Amama           | Ganador   |
| 2015 | Premio al Mejor Guion Vasco      | Amama           | Ganador   |